# Green Mountains
Green Mountains (česky Zelené hory) je horské pásmo v severní části Appalačského pohoří. Leží na severovýchodě Spojených států amerických, ve státě Vermont, na jihu částečně zasahuje i do státu Massachusetts a na severu do kanadské provincie Quebec.

## Geografie
Pásmo se rozkládá ze severu k jihu, je dlouhé okolo 350 km a široké 30 až 50 km. Obvyklá výška hřebenů se pohybuje okolo 600 m, místy se zvedají osamocené vrcholy s výškou okolo 1 200 m. Nejvyšší horou je Mount Mansfield (1 339 m). Dalšími nejvyššími body jsou Killington Peak (1 291 m) a Mount Ellen (1 244 m). Západní hranici pohoří tvoří údolí řeky Hudson, východní hranice je daná pánví Connecticutské nížiny. Na severu v Kanadě se pohoří postupně snižuje a přechází v kopcovitou krajinu, která dosahuje až k řece sv. Vavřince.